# フュルスト・ビスマルク (装甲巡洋艦)
| 写真はフュルスト・ビスマルク | |
| 艦歴                         | |
| 発注                         | キール工廠 |
| 起工                         | 1896年4月1日 |
| 進水                         | 1897年9月25日 |
| 就役                         | 1900年4月1日 |
| 退役                         | |
| その後                       | 1920年解体処分 |
| 除籍                         | 1919年6月17日 |
| 前級                         | |
| 次級                         | プリンツ・ハインリヒ |
| 性能諸元                     | |
| 排水量                       | 10,690トン（常備） 11,460トン（満載） |
| 全長                         | 127.0m 125.7m（水線長） |
| 全幅                         | 20.4m |
| 吃水                         | 7.8～8.46m |
| 機関                         | 石炭専焼ソーニクロフト缶4基 &石炭専焼円缶8基 ＋二段膨張式レシプロ機関2基2軸推進 |
| 最大出力                     | 13,620hp |
| 最大速力                     | 18.7ノット |
| 航続距離                     | 12ノット/3,230海里 |
| 燃料                         | 石炭：1,400トン （1908年～1909年のみタール油：200トン） |
| 乗員                         | 621名 |
| 兵装                         | クルップ 24cm（40口径）連装速射砲2基 クルップ 15cm（40口径）単装速射砲12基 8.8cm（30口径）単装速射砲10基 3.7cm速射砲4基 45cm水中魚雷発射管単装5基 45cm水上魚雷発射管単装1基                                                                                          |
| 装甲                         | 舷側：100～200mm（水線部） 甲板：30～51mm（平坦部） ボックスシタデル：100mm（側盾） 主砲塔：200mm（前盾）、41mm（天蓋） 副砲塔：100mm（側盾） 88mm砲防御：77mm バーベット：450mm 前部司令塔：200mm（側盾）、30.5mm（天蓋） 後部司令塔：100mm（側盾）、30.5mm（天蓋） |

フュルスト・ビスマルク (Panzerkreuzer SMS Fürst Bismarck) は、ドイツ海軍が第一次世界大戦前に最初に竣工させた甲板と舷側を守る装甲を持つ装甲巡洋艦で、同海軍では大型巡洋艦に分類された。

## 概要
本艦は1893－1895年計画で1隻の建造が容認された。特筆すべきは常備排水量にして前弩級戦艦並の1万トンクラスの文字通りの大型巡洋艦として設計された。計画時の類別は一等巡洋艦であったが後に大型巡洋艦へと類別が変更された。

## 艦形

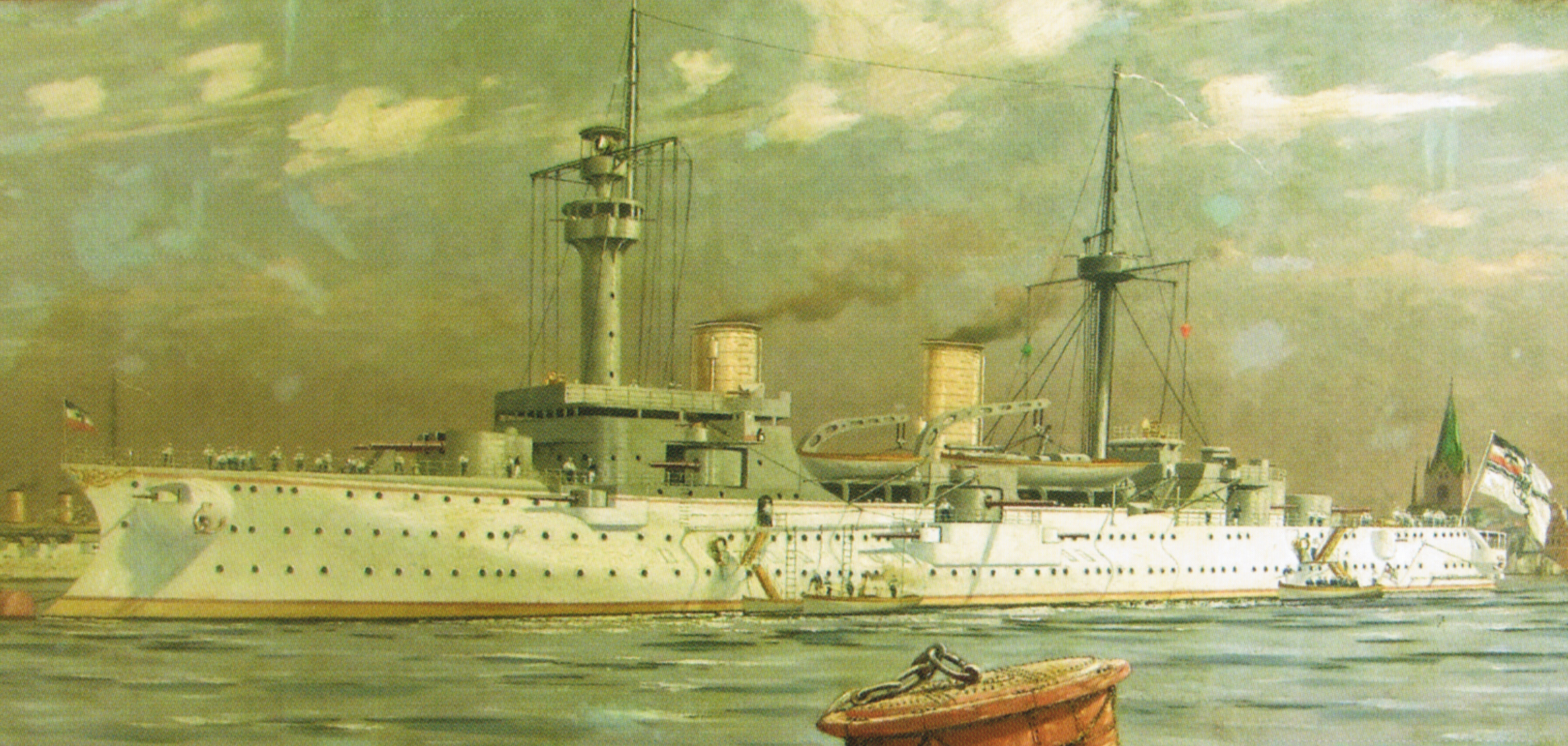
左舷から描かれた本艦の絵

船体形状は同時期のドイツ戦艦と同じく平甲板型船体で水面下に衝角（ラム）を持つまでは同じであるが、戦艦と異なるのは艦首形状は波きりの良いクリッパー・バウ型となっており、外洋を長距離航行する巡洋艦には必須の艦首形状であった。艦首甲板上から戦艦と同格の「24cm（40口径）砲」を連装砲塔に収め、艦首甲板上に前向きに1基、司令塔を組み込んだ操舵艦橋の上には2段の見張り所を持つミリタリー・マスト、船体中央部の2本煙突の周囲は艦載艇置き場となっており、グース・ネック（鴨の首）型クレーンが片舷1基ずつ計2基により運用された。2番煙突の背後にミリタリー・マストを持つ単脚の後檣と後部司令塔、そこから甲板一段分、下がって後ろ向きに24cm連装主砲塔の順である。15cm副砲は単装砲架で12基のうち半分の6基を単装砲塔に収め、前後ミリタリー・マストの両脇に1基ずつ、船体中央部に左右1基ずつの片舷3基計6基、他の6基は舷側ケースメイト配置で1番主砲塔の両脇に1基ずつ、船体中央部に背中合わせで2基ずつ配置した。この武装配置により前方向に24cm砲2門・15cm砲6門、後方向に24cm砲2門・15cm砲4門、左右方向に最大24cm砲4門・15cm砲6門が指向できた。

### 主砲
主砲はクルップ社製「1898年型 24cm（40口径）速射砲」を採用した。この砲はドイツ戦艦「カイザー・フリードリヒ3世級」や「ヴィッテルスバッハ級」だけでなく、オーストリア＝ハンガリー帝国海軍の前弩級戦艦にも採用されている優秀砲である。その性能は140kgの砲弾を、最大仰角30度で16,900mまで届かせられ、射程10,000mで鉄板に対し30cmの貫通能力を、ハーヴェイ鋼に対して18cmの貫通能力を有していた。この砲を新設計の連装砲塔に収めた。俯仰能力は仰角30度・俯角5度である。旋回角度は単体首尾線方向を0度として左右150度の旋回角度を持つ、主砲身の俯仰・砲塔の旋回・砲弾の揚弾・装填は主に水圧で行われ、補助に人力を必要とした。砲弾の装填角度は仰角5度で固定され、発射速度は1分間に1.5発であった。

### その他の備砲・水雷兵装
副砲は「C/86 15cm（40口径）速射砲」を採用した。この砲はドイツ戦艦「カイザー・フリードリヒ3世級」や「ヴィッテルスバッハ級」にも採用されている優秀砲である。その性能は45.3kgの砲弾を、最大仰角20度で13,700mまで届かせられた。この砲を単装砲架で12基を配置した。俯仰能力は仰角20度・俯角7度である。旋回角度は舷側方向を0度として左右150度の旋回角度を持つ、砲身の俯仰・砲塔の旋回・砲弾の揚弾・装填は主に人力を必要とした。発射速度は1分間に4～5発であった。他に対水雷艇迎撃用に8.8cm（30口径）単装速射砲を10基と、フランス・オチキス社製3.7cm機砲を4基装備した。その他に対艦攻撃用に45cm水中魚雷発射管を単装で5基、水上魚雷発射管で1基を装備した。

## 防御
本艦の防御力は優秀で、舷側装甲は末端部でさえ100mm、中央部は200mmにも達する重厚な水線部装甲を持っていた。砲塔防御も前盾が200mmもあり、ライバルの「アミラル・シャルネ級」の19cm（45口径）速射砲にも耐えられる防御力を持っていた。対水雷防御としてフランスが発明した細分化水密区画のアイディアを採り入れ、本艦の水線下区画は隔壁により12ブロックの区画に分かれており、船体の半分を占める長さで艦底面は二重底となっている。

## 艦歴

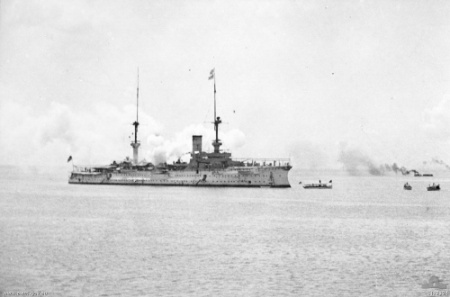
マニラにおける本艦。

本艦は1900年に発生した義和団の乱により完成を急がれた。竣工後は膠州湾租借地に駐留のドイツ東洋艦隊に組み込まれて10年間の任務に就いた。ドイツ海軍では本艦で得られたデータを以後の植民地警護用艦艇の設計に役立てた。本国帰還後は小改装を経て機関学校の練習艦として過ごし、第一次世界大戦時に軍艦として復帰したが老朽化のために1915年に武装を撤去して再び機関学校の練習艦となり、1920年に解体処分された。

## 参考図書
- 「世界の艦船増刊 ドイツ巡洋艦史」(海人社)